# Sesterská republika

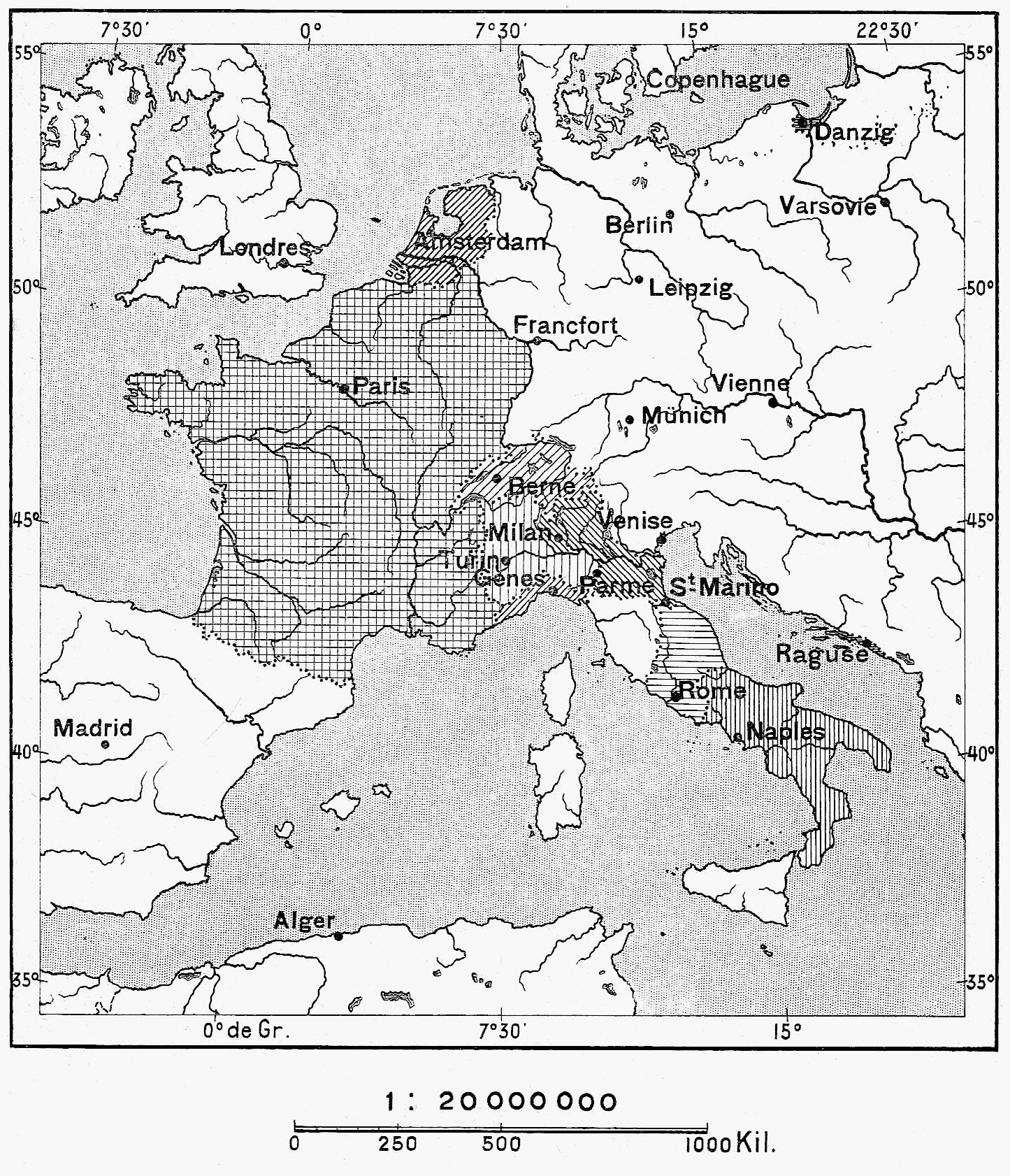
Sesterské republiky Francie v roce 1798.

Sesterské republiky byly loutkové státy tvořící ochranné pásmo obklopující republikánskou Francii během Velké francouzské revoluce.
Francie v „sesterských republikách“ pomáhala budovat společnost s důrazem na svobodu, rovnost a nezávislost, jejíž občané žijí politicky aktivnějším životem a v rámci jiné politické kultury. Na druhé straně však francouzští vojáci vypalovali zdejší vesnice a chovali se k obyvatelstvu přezíravě.
Podle historika Stuarta Woolfa „...ze třinácti ústav, vyhlášených v „sesterských republikách“, jich jedenáct mělo za vzor thermidorskou ústavu Roku III s jejím přesně propracovaným rigidním a nakonec nefunkčním oddělením pravomocí i odstupňovaným systémem voleb.“

## Pozadí
Na podzim 1792 odhlasoval francouzský Konvent dekret, slibující pomoc všem národům usilujícím o dosažení svobody. Zahraničně-politickým cílem revolučního státu se tak stala územní expanze.  Po připojení Jižního Nizozemí k Francii v létě roku 1794 se z války na obranu francouzské revoluce stala válka dobyvačná. Když poté francouzská armáda roku 1795 obsadila Holandsko vznikla nejstarší ze „sesterských republik“ – Batávská republika.

## Italské sesterské republiky
V Itálii začaly „sesterské republiky“ vznikat během tažení generála Bonaparta ke konci roku 1795. Ústavy těchto států se inspirovaly francouzským ústavním pořádkem z roku III. Obyvatelstvo se smělo účastnit politického života a bylo dbáno na lidská a občanská práva. Moc v těchto státech byla oddělena a existovaly snahy o její rovnováhu. Určitým vzorem byla i antika, což se projevovalo v názvu funkcí a orgánů jako konzul a tribunát či efor a archónt. Ústavy republik Cispadánské, Ligurské a Parthenopské dále kladly důraz na pomoc chudým a na právo na vzdělání.
„Sesterské republiky“ v Itálii byly nezávislé pouze formálně – jejich území byla obsazena francouzskou armádou. Obyvatelstvu byly zabavovány potraviny, muselo platit neúměrně vysoké daně a snášet krádeže uměleckých děl.

## Seznam sesterských republik
- Parthenopská republika
- Ligurská republika
- Cispadánská republika
- Římská republika
- Cisalpinská republika
- Transpadánská republika
- Republika Alba
- Cisrenánská republika
- Batávská republika
- Helvétská republika
- Mohučská republika